# Pietro Ostini
Pietro Ostini (ur. 27 kwietnia 1775 w Rzymie, zm. 4 marca 1849 w Neapolu) – włoski duchowny katolicki, biskup,
kardynał, dyplomata papieski, wysoki urzędnik kurii rzymskiej.

## Biografia
Urodzony 27 kwietnia 1775 w Rzymie. Ukończył seminarium rzymskie uzyskując w 1796 tytuł doktora świętej teologii oraz studia dyplomatyczne na Papieskiej Akademii Kościelnej. 3 marca 1798 przyjął święcenia prezbiteriatu. Od 13 lipca 1816 pracował na różnych stanowiska w Kurii Rzymskiej.
9 kwietnia 1827 mianowany arcybiskupem in partibus infidelium Tarsu oraz nuncjuszem apostolskim w Szwajcarii. Sakry biskupiej udzielił mu 12 sierpnia 1827 biskup Imolii kard. Giacomo Giustiniani, a współkonsekratorami byli rektor Papieskiej Akademii Kościelnej abp Giovanni Giacomo Sinibaldi oraz biskup Cervii Ignazio Giovanni Cadolini.
17 lipca 1829 przeniesiony na stanowisko internuncjusza apostolskiego w Brazylii. 2 września 1832 został nuncjuszem apostolskim w Austrii.

### Kardynał
30 września 1831 papież Grzegorz XVI kreował go in pectore kardynałem prezbiterem. Decyzję tę ogłoszono 11 lipca 1836. W tym samym dniu został biskupem Jesi zachowując ad personam tytuł arcybiskupa. 21 listopada 1836 otrzymał kapelusz i kościół tytularny św. Klemensa.
25 stycznia 1842 został mianowany prefektem Świętej Kongregacji ds. Biskupów i Zakonników. 3 kwietnia 1843 podniesiony do rangi kardynała biskupa Albano. W latach 1845–1846 jednocześnie kamerling Świętego Kolegium Kardynałów.
Uczestnik konklawe 1846. Nowy papież Pius IX mianował go 2 maja 1847 prefektem Świętej Kongregacji Soborowej. Pełnił także urzędy protektora zakonu cysterskiego (od 15 marca 1847) i członka Komisji ds. Reformy Instytutów Państwa Kościelnego (od 12 lutego 1848).
Zmarł 4 marca 1849 w Neapolu i pochowany został w tamtejszej katedrze.